# Gustaf Sjöberg (arkitekt)
Erik Gustaf Sjöberg, född 4 juli 1837 i Stockholm, död 2 februari 1897 i Stockholm, var en svensk arkitekt.

## Biografi
Sjöberg började som 20-åring studera vid Kungliga Akademien för de fria konsterna och genomförde därefter utländska studieresor till Tyskland, England och Frankrike. Mellan åren 1863-66 var han verksam som arkitekt och ritade bland annat Blasieholmskyrkan(1864) för att därefter avsluta studierna vid akademien 1866-1867. Kyrkan, som var utformad med Metropolitan Tabernacle i London som förebild, kom att ha ett avgörande inflytande på väckelserörelsens följande tempelbyggen. Sjöberg ritade flera av dessa på olika platser i landet. Han verkade som privatpraktiserande arkitekt i Stockholm till sin död 1897.

## Verk i urval
- Blasieholmskyrkan (1864, riven 1964)
- Mössebergs kuranstalt (1867)[4]
- Högre lärarinneseminariet , Stockholm (1870–1872)
- Esplunda säteri i Närke (1872)
- Vattenkuranstalt i Visby (1874)
- Betelkyrkan, Örebro (1875)
- Gamla Missionskyrkan, Uppsala (1875)
- Bansviks Varmbadhus, Lysekil (1876)[5]
- Brännkyrka slöjdskola (1876)[6]
- Själanderska skolan, Gävle (1877)[7].
- Elementarläroverket för flickor, Härnösand (1879)[8]
- Kammakargatan 12, Stoclholm (1884)
- Immanuelskyrkan, Tulegatan, Stockholm (1885, riven 1977)
- Bankhus för Hallsbergs folkbank (1885)[9]
- Lagmansö säteri i Södermanland

## Bilder

### Kyrkor

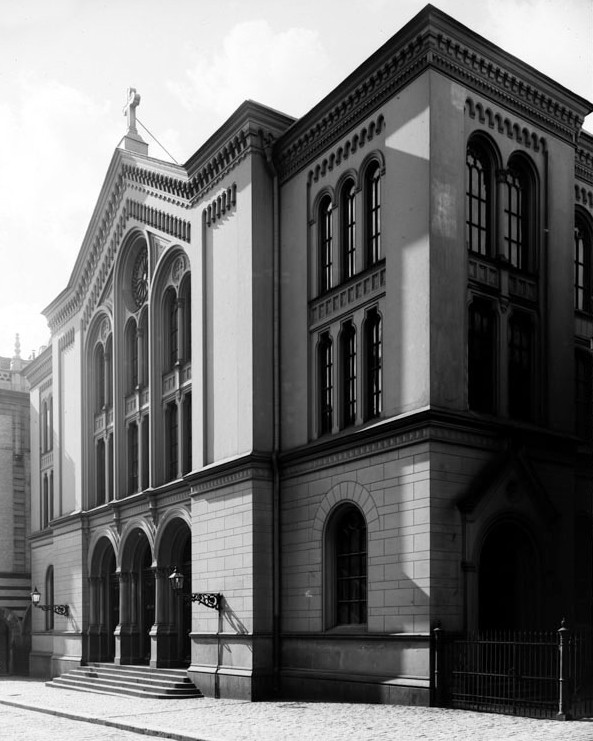
Blasieholmskyrkan
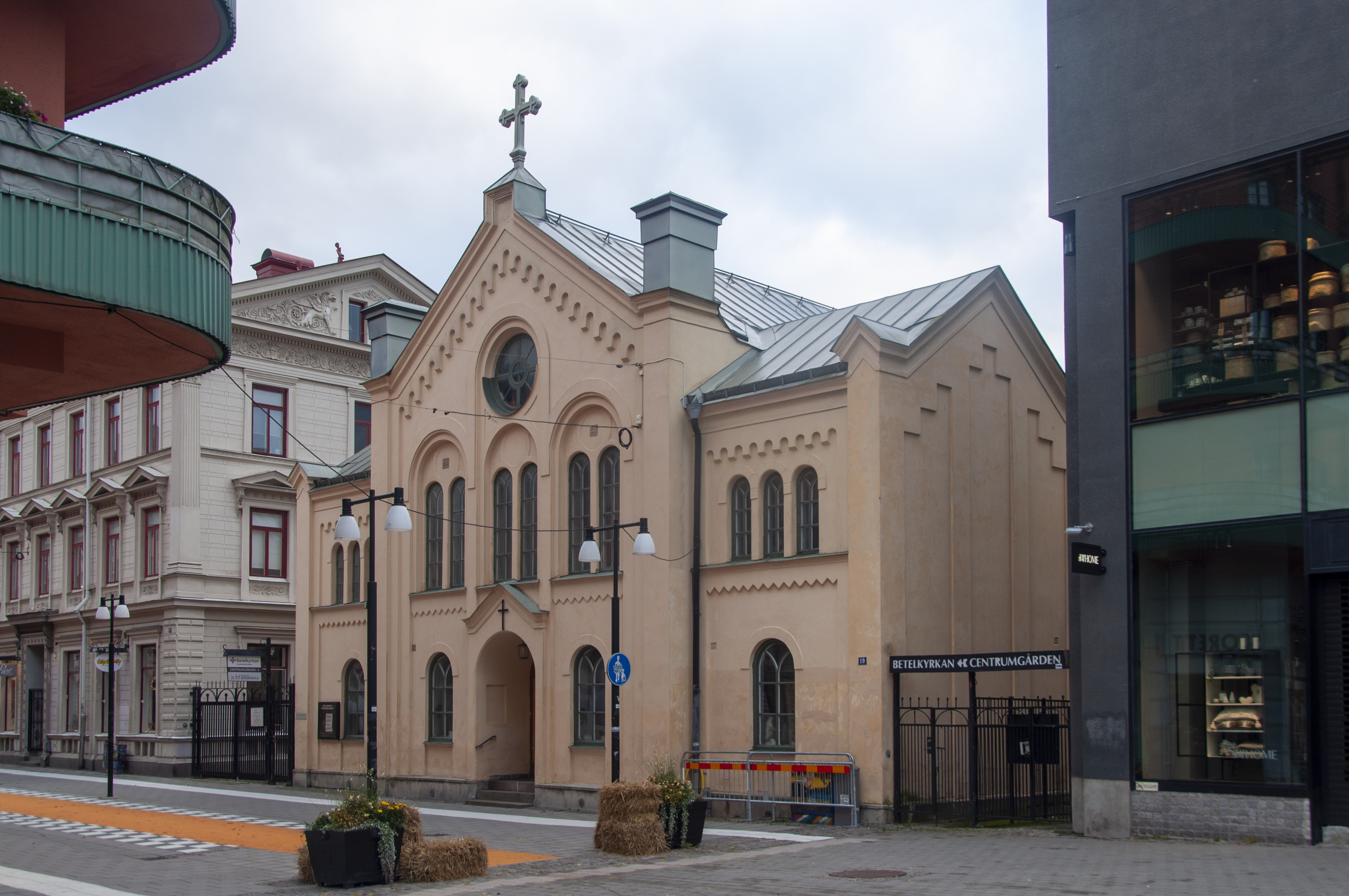
Betelkyrkan i Örebro
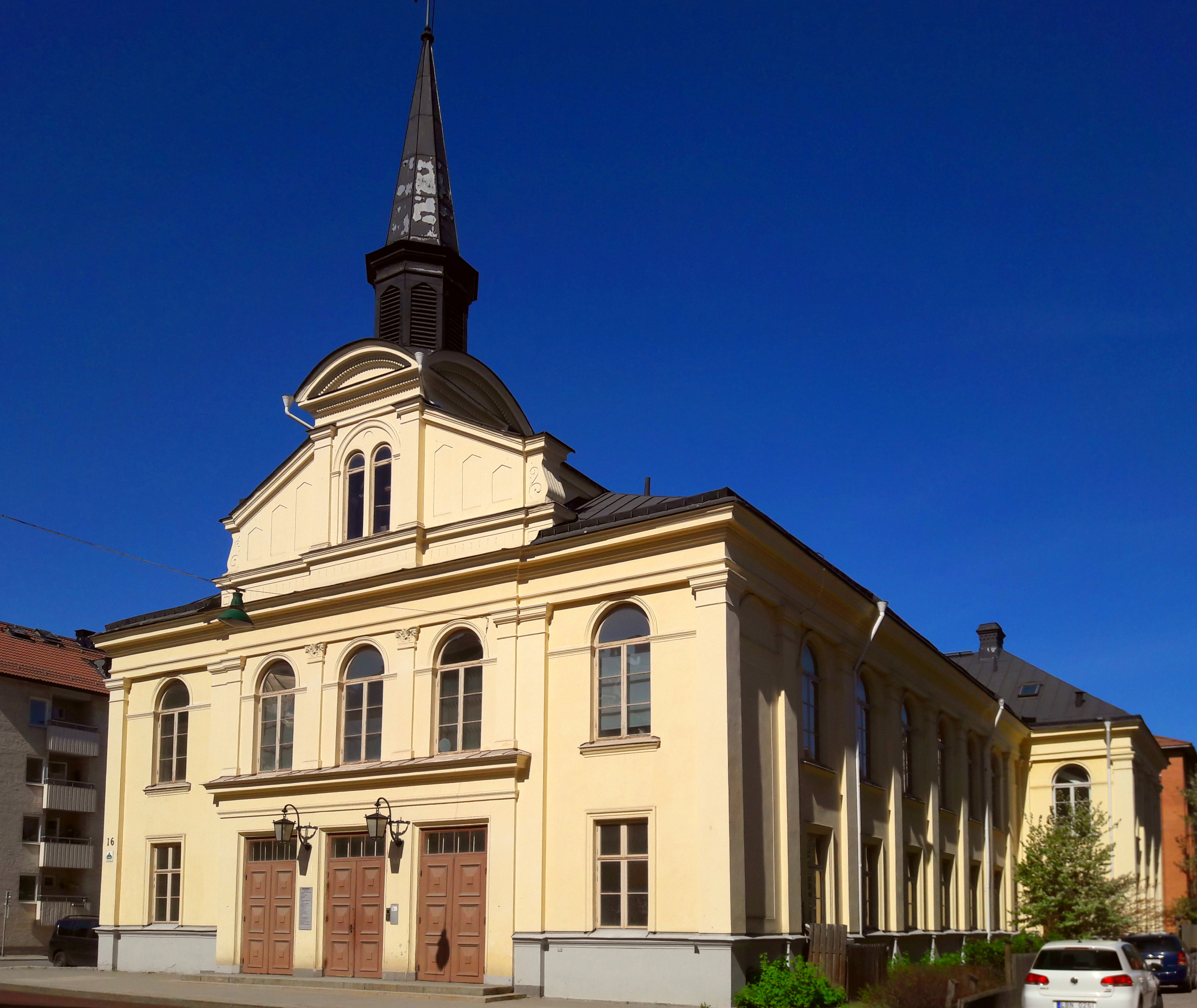
Missionskyrkan i Uppsala
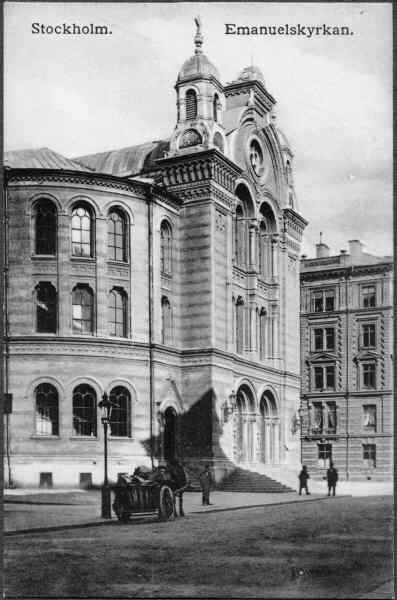
Imanuelskyrkan
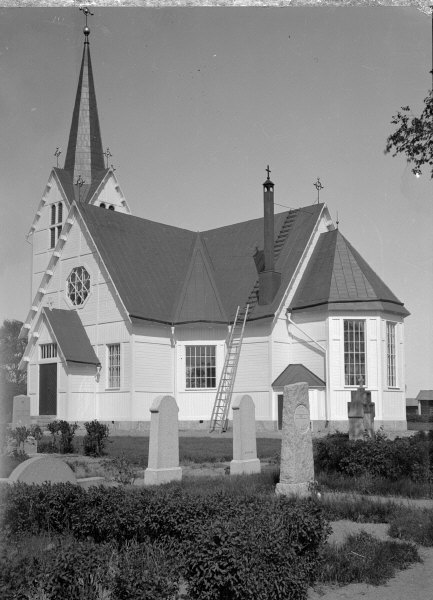
Yttermalungs kapell
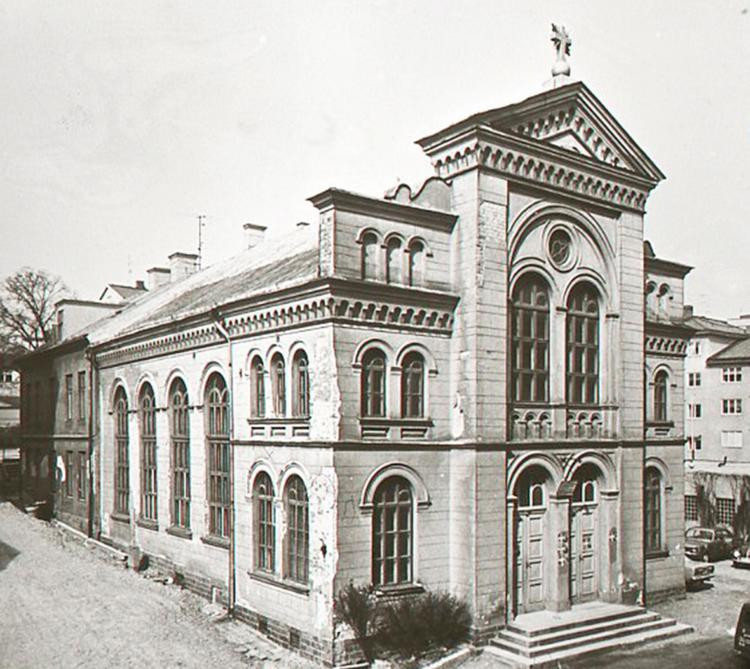
Missionskyrkan i Södertälje

### Bostadshus i Stockholm

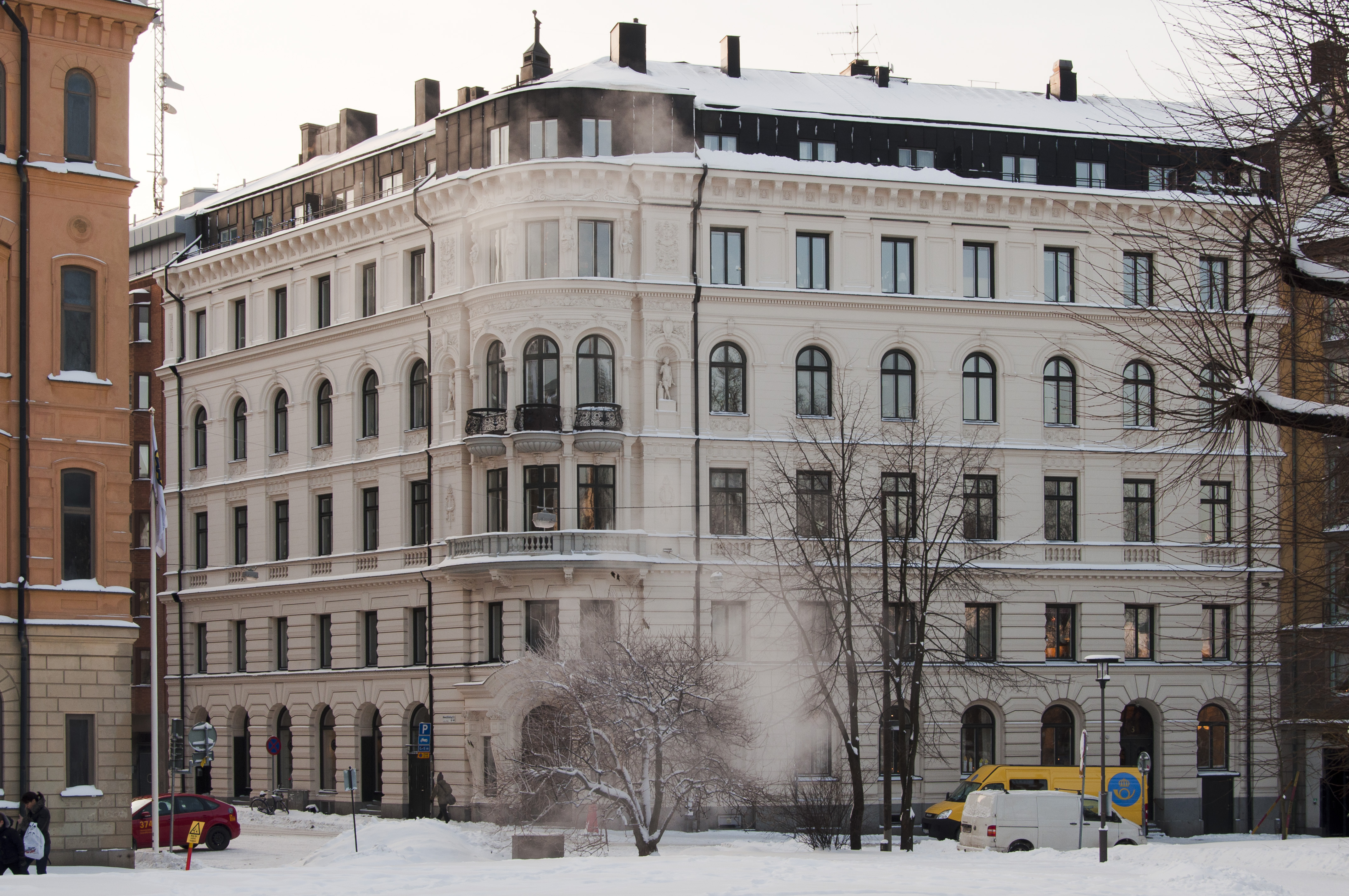
Johannes Plan 1
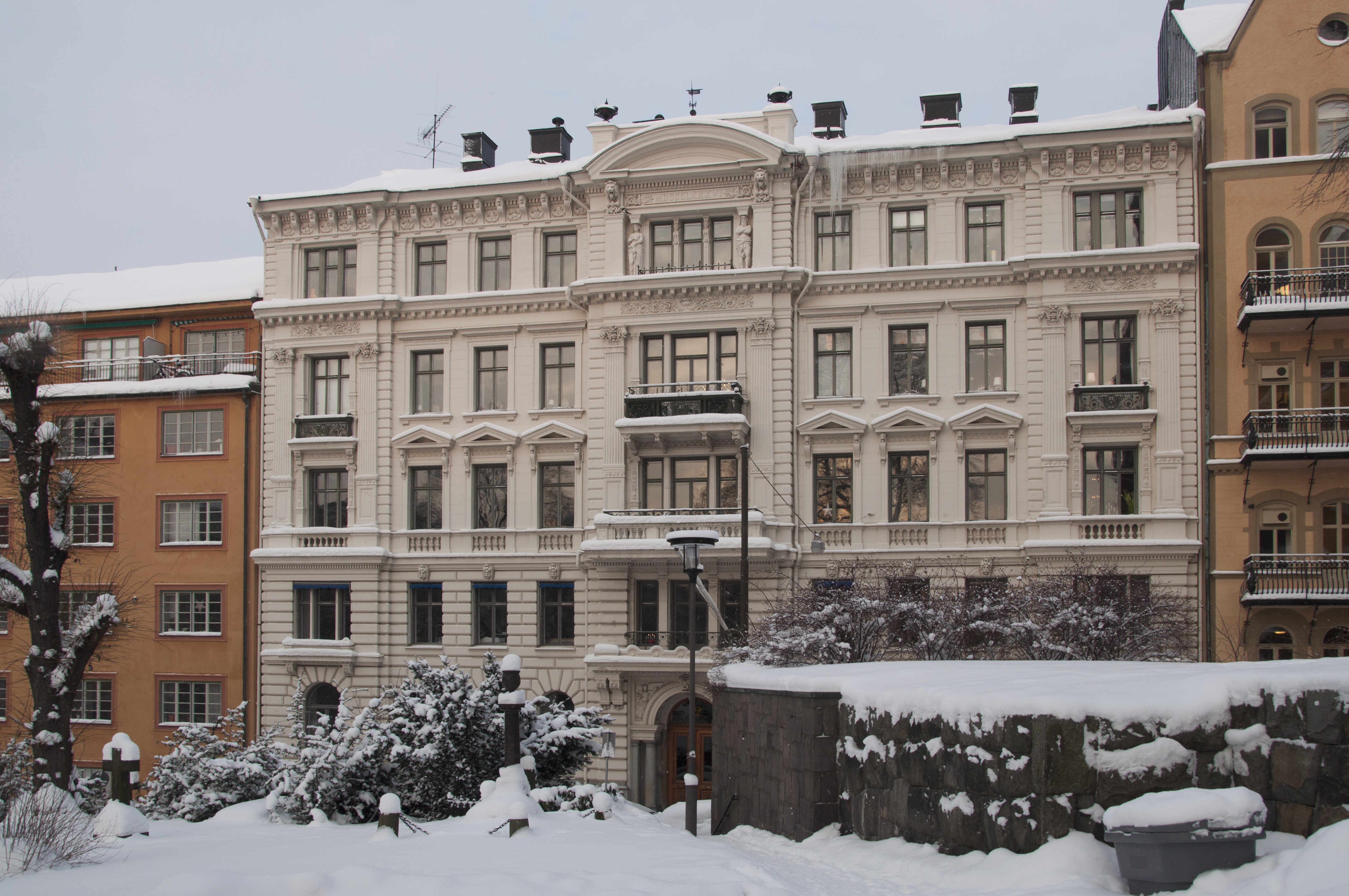
Hägerberget 56
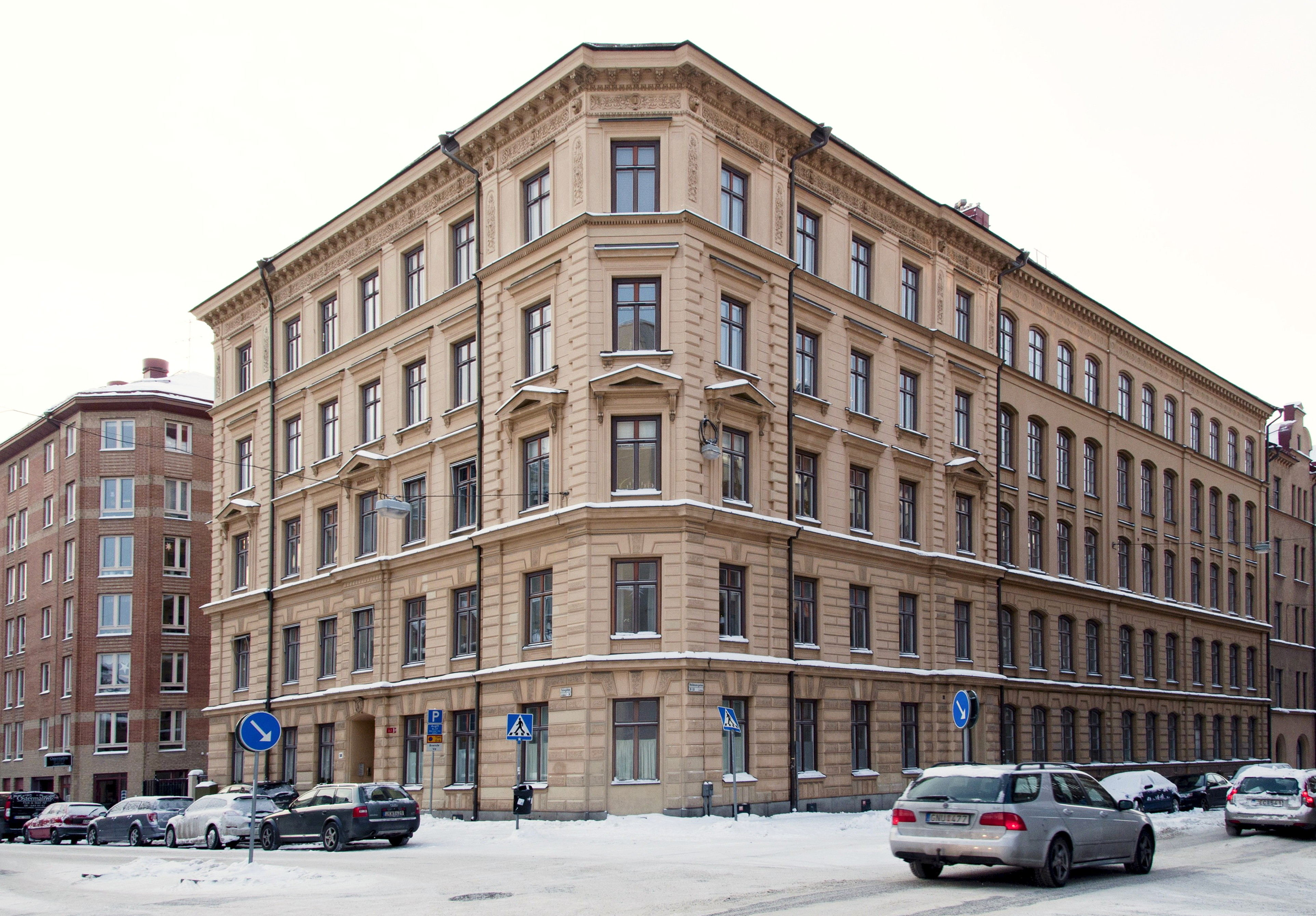
L M Ericssons verkstäder
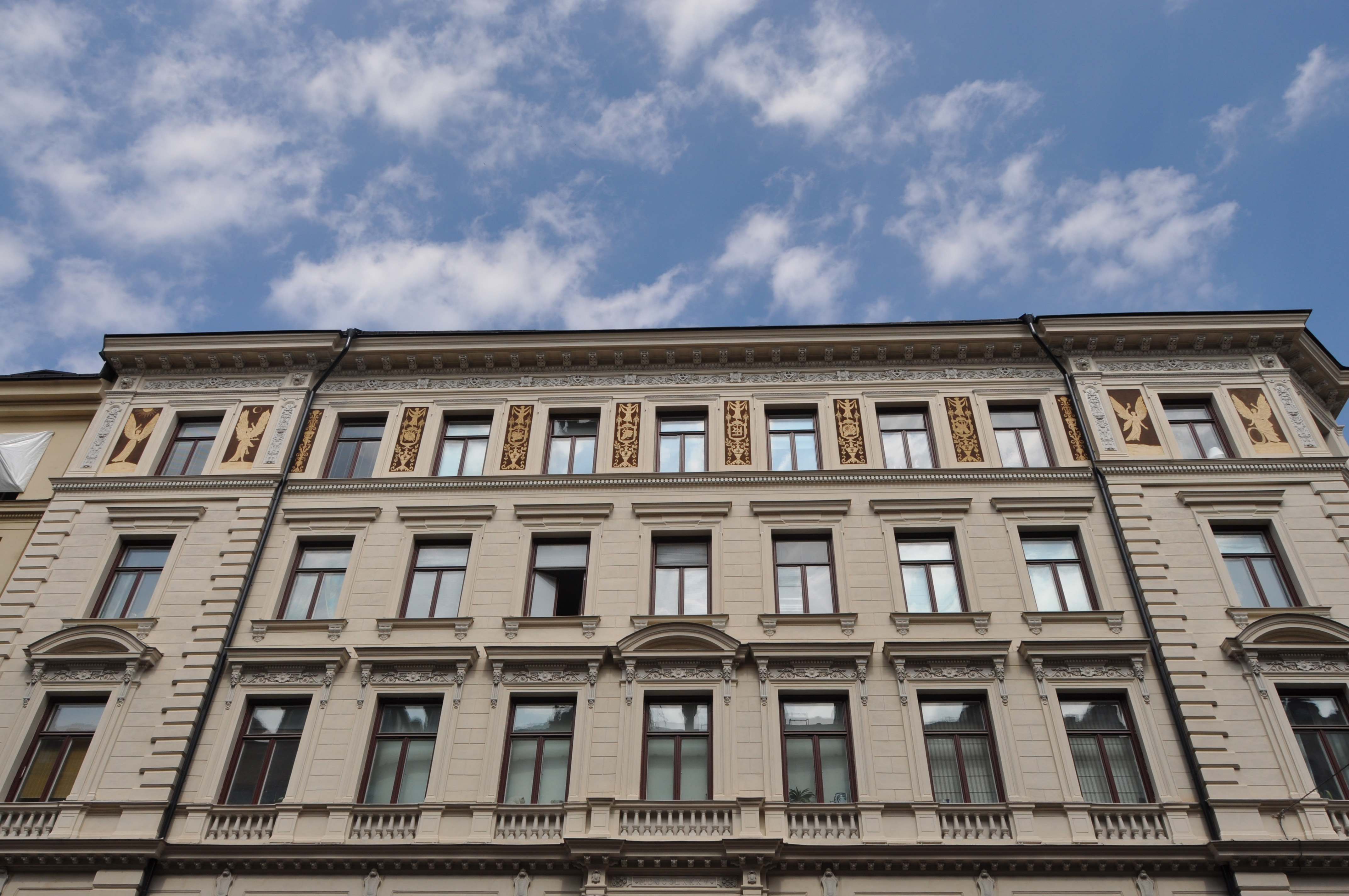
Tegnérgatan 4